# 畢律斯鐘樓

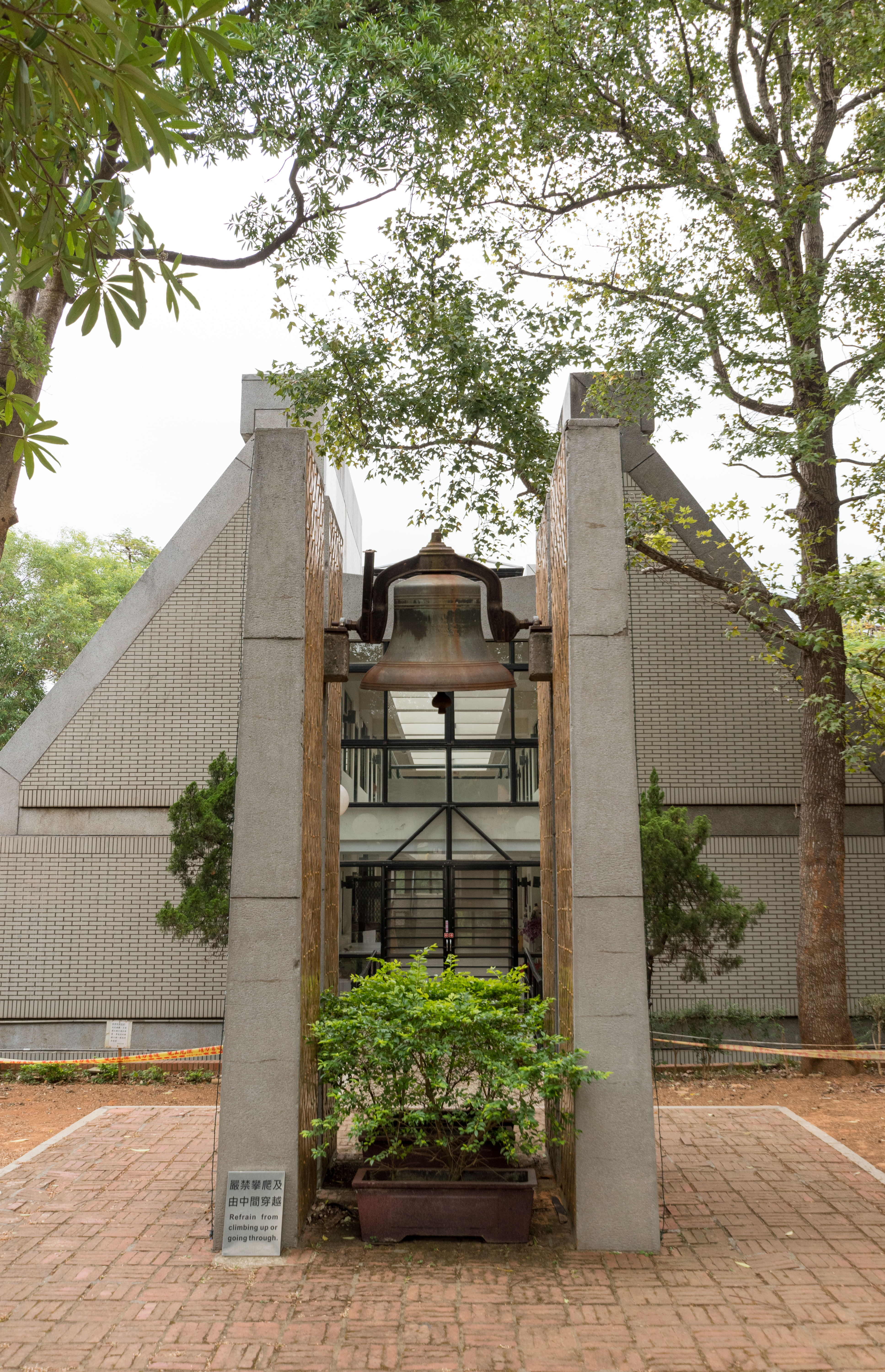
畢律斯鐘樓，後方建築為東海大學校牧室

畢律斯鐘樓是位於中華民國臺中市東海大學的鐘樓，現為直轄市定古蹟。位於該校地標建築路思義教堂與校牧室之間，三者共同構成東海校園中軸線，形塑基督教大學空間的神聖感。僅在每週主日崇拜及每年平安夜鳴鐘，其名稱是為紀念首任會計長兼總務長畢律斯（Elsie Priest）。

## 歷史

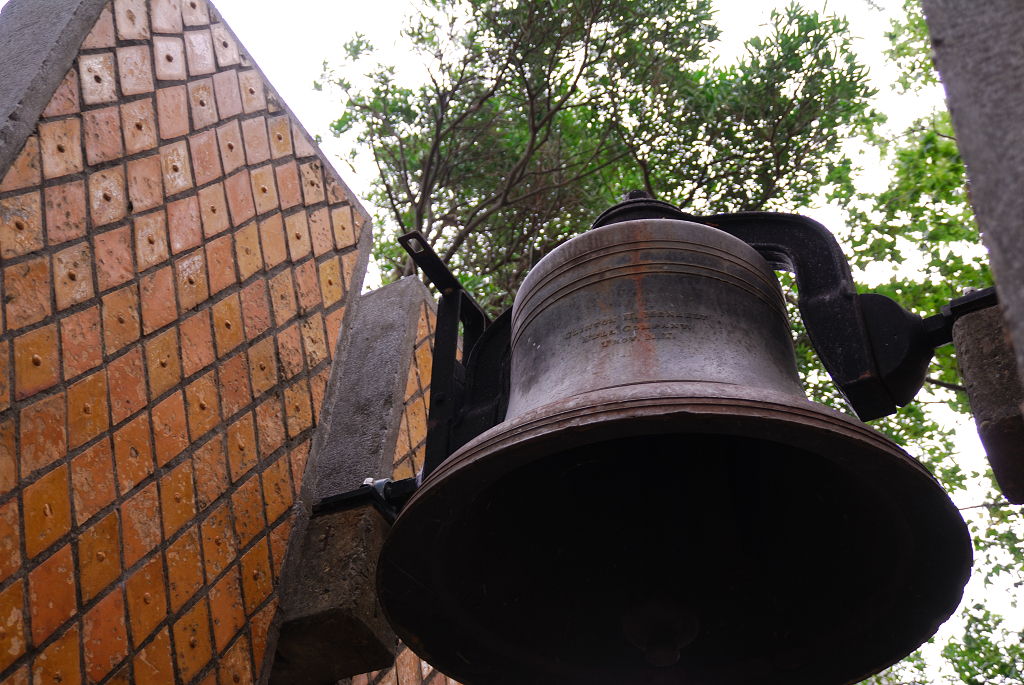
畢律斯鐘樓與銅鐘

畢律斯鐘樓於1966年完工，銅鐘由Clinton H. Meneely Bell Company於1883年製造，1965年6月由美國新罕布夏州基恩的基督教合一教會捐贈，鐘樓主體由共同創辦東海大學的聯合董事會捐贈興建。鐘樓建築高4.08公尺，寬2.04公尺，貼有和路思義教堂外牆相同的黃色菱形琉璃瓦。銅鐘上刻字為「LET HIM THAT HEARETH SAY,COME」，中文譯為「凡聽到的人都說：來！」（聖經啟示錄22章17節），是「宣告基督的救贖宏恩已臨到，並呼召一切聽了就願意相信的人安心前來領受」之意。
畢律斯鐘樓是以紀念東海大學首位會計長畢律斯女士（Elsie Priest）所命名。畢律斯於1955年由共同創辦東海大學的聯合董事會邀請擔任首任會計長，後再兼任總務長。在創校初期貢獻許多，首任校長曾約農曾稱許她「肩負起將大肚山的黃土變花園的責任」。

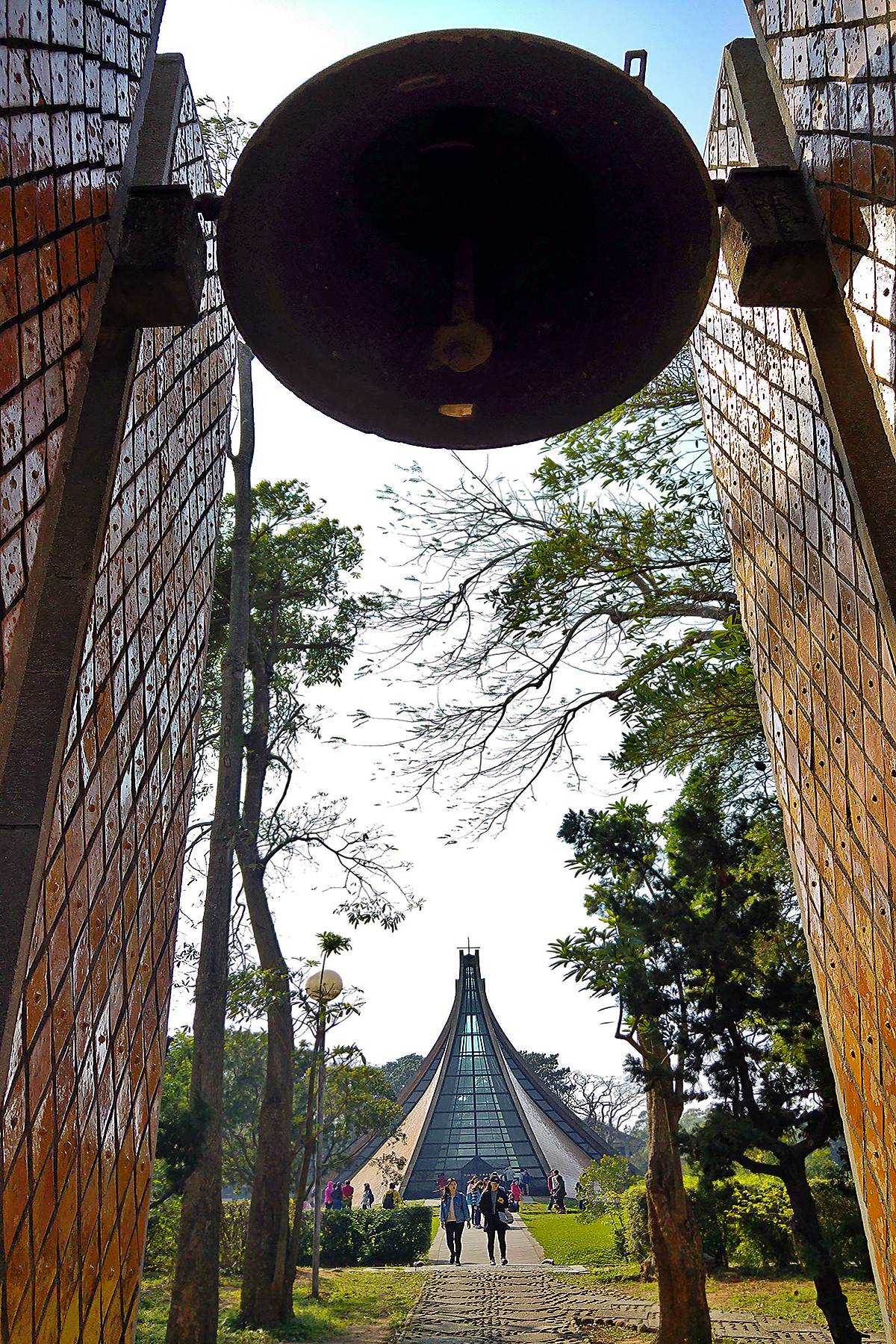
畢律斯鐘樓與遠方路思義教堂，曾共同登錄為直轄市定古蹟「路思義教堂及鐘樓」

2017年9月26日，臺中市文化資產處以「路思義教堂及鐘樓」名義將其與路思義教堂共同登錄為臺中市定古蹟，同日也將東海校內的衛理會館、原藝術中心登錄為歷史建築。因路思義教堂於2019年4月升格為國定古蹟，故臺中文資審議會於同年8月12日，將鐘樓變更為市定古蹟「畢律斯鐘樓」。

## 鳴鐘
週日禮拜

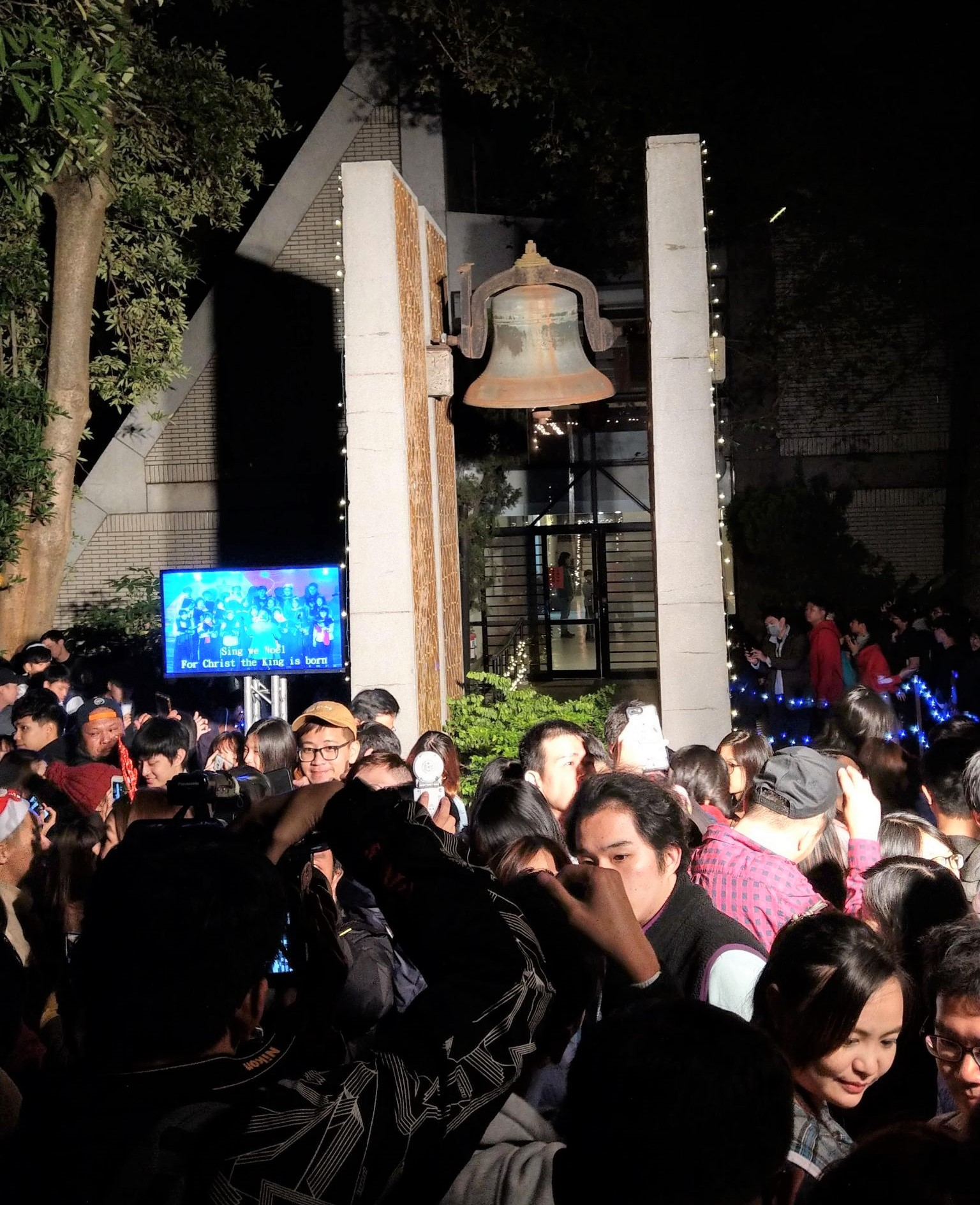
平安夜在畢律斯鐘樓前等待鐘聲第100響的群眾

週日上午於第一堂主日崇拜8:45（預備鐘響）、9:00（正式鐘響）及第二堂主日崇拜10:45（預備鐘響）、11:00（正式鐘響）鳴鐘。每次鳴鐘39響，為耶穌受難時依羅馬法所受鞭打的次數。
平安夜鐘聲百響
每年12月24日平安夜，鐘樓會於23點58分40秒開始連續敲鐘100下，象徵耶穌尋找羊群中迷失的那一隻羊，而第100響時剛好是12月25日聖誕節0分0秒，該活動每年吸引大量人潮。

## 外部連結
- 路思義教堂及鐘樓—臺中市文化資產處 （页面存档备份，存于）